# Приволье-1
Приволье-1 (бел. Прыво́лле 1) — посёлок в Азделинском сельсовете Гомельского района Гомельской области Беларуси.

## География

### Расположение
В 7 км от железнодорожной станции Лазурная (на линии Жлобин — Гомель), 14 км на северо-запад от Гомеля.

### Гидрография
Река Беличанка (приток реки Уза).

## Транспортная сеть
Транспортные связи по просёлочной, затем автомобильной дороге Жлобин — Гомель. Планировка состоит из короткой прямолинейной меридиональной улицы, застроенной деревянными домами усадебного типа.

## История
Основан в начале XX века переселенцами из соседних деревень. В 1926 году работал почтовый пункт, в Азделинском сельсовете Уваровичского района Гомельского округа. В 1931 году жители вступили в колхоз. В 1943 году был важной стратегической точкой снабжения советской армии. В 1959 году в составе колхоза «Красный маяк» (центр — деревня Роги).

## Население

### Численность
- 2004 год — 11 хозяйств, 19 жителей.

### Динамика
- 1926 год — 30 дворов, 220 жителей.
- 1959 год — 93 жителя (согласно переписи).
- 2004 год — 11 хозяйств, 19 жителей.